# Comunidade quilombola Guandu-Mirim
A Comunidade Quilombola Guandu-Mirim é uma comunidade remanescente de quilombo não certificada pela Fundação Cultural Palmares, que está localizada no Bairro de Bangu, na cidade do Rio de Janeiro.  Também conhecido como Comunidade Quilombola dos Pecadores, está localizada na Estrada Guandu do Sena, entre o trecho de todo o Caminho da Caixinha até o Caminho da Esperança, seguindo em direção ao fim do Caminho do Quilombo e a Rua Banharão, inclusos o Caminho Bica do Padre. A área quilombola não é oficialmente demarcada pelo INCRA nem é titulada pela Fundação Palmares devido a descentralização dos povos quilombolas da região, que não dispõem de associação. 

## História
As terras da região eram de posse do Capitão Francisco Braga, que era havia comprado todas as fazendas que compreendem da Vila Naval do Guandu Sapê na parte sudeste até Marapicu, em Nova Iguaçu, até a região do Monte das Oliveiras (localizado na Chatuba de Mesquita) e que se estende até a comunidade do Batan, assim formado um retângulo que pega boa parte do morro que divide os bairros da zona oeste de nova Iguaçu.
A região foi arrendada por volta de 1770 e posteriormente vendida em 1789 para o Padre Antônio do Couto da Fonseca no final do século XVIII, para fins de cultivares de café na área. Foi o Padre Antônio do Couto da Fonseca considerado como o primeiro a plantar o café de forma sistemática no Brasil, por volta de 1789, na Fazenda do Mendanha. Na época da compra das terras, o padre comprou junto todos os escravos do engenho do Capitão Francisco Caetano de Oliveira Braga e da fazenda de João Vaz Pinheiro.
Os escravos que conseguiam fugir entravam mata adentro para habitar o morro que divide a região de Bangu e Nova Iguaçu e habitavam a região próximo a nascente do Rio Pecador. O Rio Pecador foi assim definido pelo padre e seus trabalhadores justamente porque os antigos escravos moravam na nascente e com armas roubadas das fazendas da região, defendiam seu pequeno território, além de sujar a água que descia pelo rio, que é um dos rios pertencentes ao conjunto de nascentes da região.  O local hoje conhecido como bica do padre recebe o nome pois conta com diversos córregos de água que eram utilizados para coleta de água do padre para plantações de café e cessão de águas para outros cultivares da região.
Devido a natureza dos cultivares de café e laranjais, os terrenos das fazendas utilizados normalmente eram os mais planos, justamente por onde hoje percorre a Estrada Guandu do Sena. Sendo assim, com a dificuldade de acesso aos morros, na época, os escravos fugitivos criavam pequenos territórios e moravam nas regiões mais altas dos morros da região, de onde conseguiam acompanhar a movimentação das fazendas e contudo, viver longe da intervenção destas, já que as áreas eram inservíveis aos fazendeiros, principalmente o Padre. 
O Padre, ao adoecer, por volta de 1800, não passou as terras para a igreja, mas para a posse de Feliciana Angélica e João Freire Alemão de Cisneiros, que eram trabalhadores da lida do cultivar cafeeiro e prosseguiriam com a plantação. Além disso, os filhos dos novos detentores da terra evitariam serem convocados para a guerra pela Coroa, como forma de respeito ao padre. Feliciana não queria que seus filhos fossem para a guerra da Cisplastina devido a alta taxa de mortalidade dos brasileiros na guerra. Após a morte do padre, contudo, a coroa passou a convocar os homens das Fazendas do Mendanha, incluindo o prodígio filho de Feliciana, Francisco Freire Alemão de Cisneiro, que posteriormente se tornou um grande botânico Brasileiro.
O padre também concedeu parte das terras a família Oliveira, descendentes do Capitão Oliveira Braga, que foi condenado a morte pelo crime de traição a coroa. A família Oliveira, apesar de serem possuidores de terras, eram pobres, e assim passaram a vender terras para militares cariocas que tentavam fugir das sucessivas guerras que aconteciam sem parar no século XIX.
Francisco Freire Alemão posteriormente vendeu, boa parte das terras para a família Carneiro, família essa que havia comprado outros títulos de terras da igreja em Portugal e tomaram posse de parte das terras da região. Em conjunto com a família Oliveira e descendentes de Francisco Cisneiro, a família Carneiro foram responsáveis por aniquilar boa parte dos intocados quilombolas que viviam nos morros que moravam onde hoje é localizado o Reservatório da Caixinha e quilombolas que moravam no fim do Caminho do Quilombo. Tal fato se deu porque, segundo os moradores atuais da família Carneiro, os quilombolas viviam de furtos que praticavam as fazendas de suas propriedades. 
Contudo, algumas poucas famílias resistiram na região onde hoje é o fim do Caminho da Bica do Padre. Integrante mais velho da comunidade, o Senhor Damião Nascimento, de 94 anos (Nascido em 1929), conta que morou um longo período num pequeno planalto aos pés de uma nascente no fim da rua Bica do Padre, próximo a construção do reservatório de água da caixinha e que foram alertados por homens que foram fazer manutenção no reservatório da Caixinha que "a escravidão havia acabado e que os negros eram livres". Passaram então a trabalhar para as famílias que habitavam a região.
Sem dispor inicialmente de sobrenome, o senhor Damião alega que ganhou o sobrenome Nascimento por uma exigência feita para se casar com sua primeira mulher. O mesmo relata que vivia com diversos outros quilombolas na região de mata densa um pouco mais acima de onde hoje atualmente é sua residência, próximo ao Caminho do Padre, nº 200. 